# Henry Howe Bemrose
Pour les articles homonymes, voir Bemrose.
Sir Henry Bemrose (19 novembre 1827 - 4 mai 1911) est un peintre, éditeur, ainsi que maire de Derby puis député conservateur pour la circonscription de Derby, d'origine britannique.

## Biographie

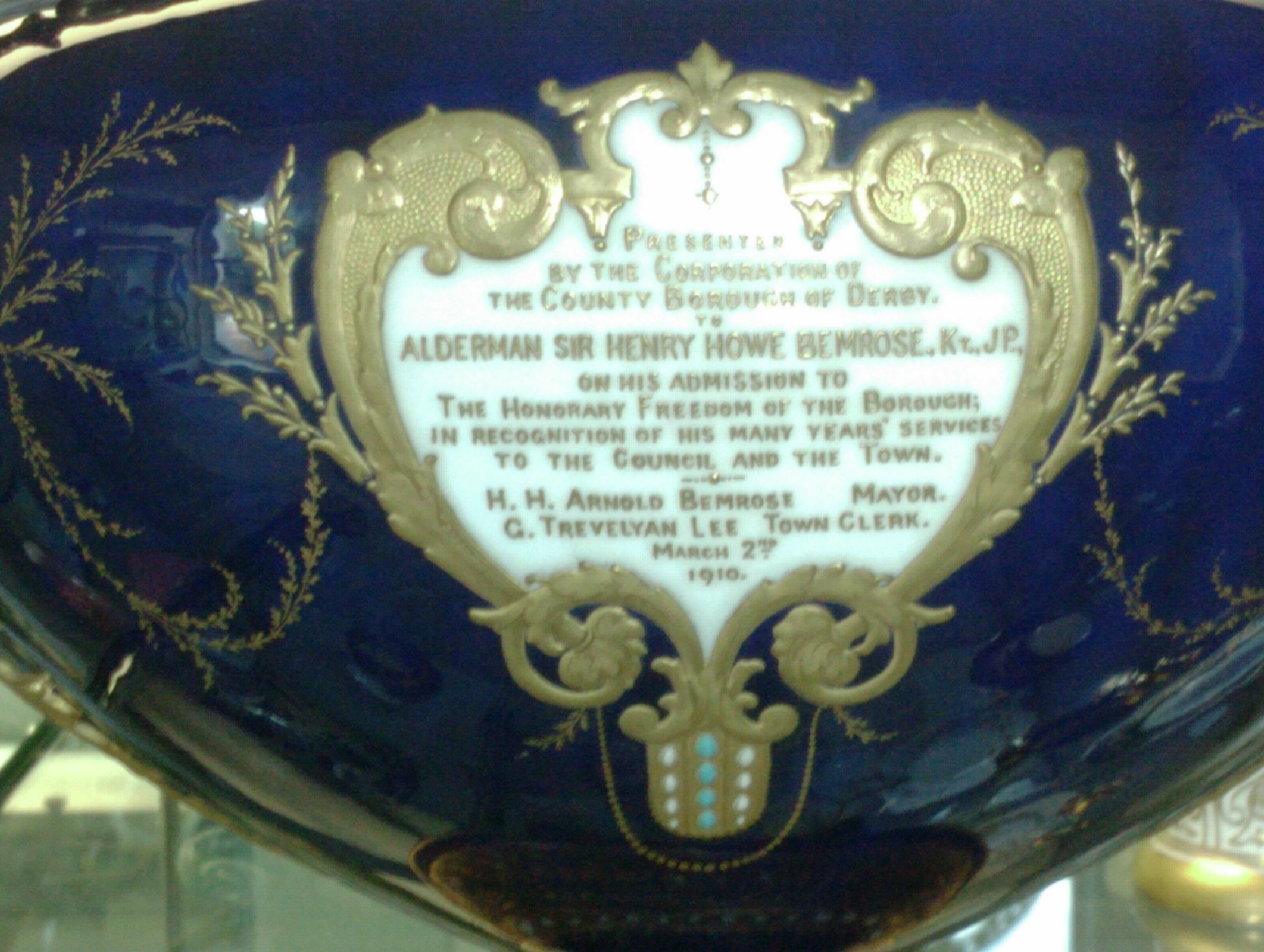
Revers d'une coupe commémorative au Derby Museum and Art Gallery indiquant qu'il a reçu les clés de la ville en 1910.

Bemrose est le fils aîné de William Bemrose, et poursuit son éducation à la Derby School et au King William's College, sur l'île de Man.
Son frère William Bemrose fils et lui-même deviennent associés dans l'entreprise d'imprimerie de leur père, à Derby en 1858. Il devient président de l'entreprise familiale William Bemrose & Sons, imprimeries à Derby et à Londres et est directeur de la banque Parr de Derby. Il est très actif dans plusieurs organisations publiques, telles que l'église et les œuvres de charité. Après avoir été maire de Derby de 1877 à 1878, il devient député pour la circonscription de Derby de 1895 à 1900.
En 1855, il épouse Charlotte, fille de WIlliam Brindley, de Derby. Ils ont un fils et cinq filles. Son fils, né en 1857, également appelé Henry mais plus connu sous le nom d'Arnold, entre dans l'entreprise familiale en 1879. Henry père est le grand-père de Max Bemrose.
Henry Arnold devient aussi maire de Derby et, en 1910, il a l'honneur de remettre à son père les clés de la ville. Une coupe commémorative de cet évènement, faite en porcelaine de Derby, se trouve maintenant au Derby Museum and Art Gallery.
Après sa mort, sa bibliothèque est achetée après une collecte de l'argent public. La Bibliothèque centrale de Derby est agrandie pour pouvoir accueillir cette collection.

## Distinctions
- Anobli en août 1897
- Détenteur des clés de la ville, reçues en 1910